# یوکو کایدا
یوکو کایدا (انگلیسی: Yūko Kaida; ۱۴ ژانویهٔ ۱۹۸۰ – ) صداپیشه، و بازیگر اهل ژاپن است. وی از سال ۲۰۰۰ میلادی تاکنون مشغول فعالیت بوده‌است.